# 加利区

加利区（编号7）在阿布哈兹的位置

加利区是阿布哈茲的区份之一，位于该国东南部，区府为加利。该区面积为518平方公里，2011年人口数量为30,356人。
该区比法理上格鲁吉亚阿布哈兹自治共和国的同名市镇加利市镇更小，因为1995年事实上阿布哈兹政权将原加利区的一些区域划给了新成立的特克瓦尔切利区。